# Euaresta meridionalis
Euaresta meridionalis es una especie de insecto del género Euaresta de la familia Tephritidae del orden Diptera.

## Historia
Aczel la describió científicamente por primera vez en el año 1952.